# Grazioso (nome)
Grazioso  è un nome proprio di persona italiano maschile.

## Varianti
- Femminili: Graziosa[1][2]

## Origine e diffusione
Desueto nome augurale, ormai attestato quasi esclusivamente al femminile; sebbene in italiano moderno "grazioso" significhi "bello", "carino", l'originale significato del latino gratiosus era "pieno di grazia"

## Onomastico
Nessun santo o santa ha mai portato il nome Grazioso o Graziosa, quindi l'onomastico si festeggia il 1º novembre, in occasione di Ognissanti.

## Persone
- Grazioso, vescovo di Novara dell'VIII secolo
- Grazioso Benincasa, cartografo italiano
- Grazioso Rusca, scultore svizzero-italiano
- Grazioso Spazzi, scultore italiano